# Vincent-Joseph-Marie de Proisy de Brison
 (mai 2024).
Vincent-Joseph-Marie de Proisy de Brison (décédé le 28 juillet 1779 à Brest ) est un officier de la marine française. Il sert notamment pendant la guerre d'indépendance des États-Unis.

## Biographie
Proisy est le fils de Jeanne-Marie-Françoise de Héron et d'Alphonse de Proisy,. Son frère aîné, La Salle Proisy, sert aussi dans la Royale. Proisy rejoint la marine en tant que garde-marine le 26 novembre 1745.
Proisy est promu lieutenant le 17 avril 1757. Le 23 mai 1758, il épouse Pélagie Gouyon. Le 19 mars 1763, il est fait chevalier de l'ordre de Saint-Louis.
En 1765, il commande la flûte Forte, transportant du wook depuis les Pyrénées. En 1769, il commande la corvette Écureuil de 12 canons entre Saint-Domingue et Brest. En 1770, il l'emmène en Guadeloupe.
Proisy est promu capitaine le 24 mars 1772. En 1778, Proisy commande l'Actionnaire, un vaisseau de 64 canons, faisant partie de l'escadre blanche d'Orvilliers. Il participe à la bataille d'Ouessant contre les Britanniques le 27 juillet 1778.
Proisy prend sa retraite de la marine le 1er juillet 1779.

## Sources et références